# Stiftung Lebensraum Elbe
 Die Stiftung Lebensraum Elbe ist eine 2010 gegründete Stiftung öffentlichen Rechts mit Sitz in Hamburg. Die Gründung der Stiftung ist im Gesetz über die Errichtung der „Stiftung Lebensraum Elbe“ vom 11. Mai 2010 verankert.

## Stiftungszweck
Nach § 2 des „Lebensraum Elbe – Stiftungsgesetzes“ hat die Stiftung hat den Zweck, zur Verbesserung des ökologischen Zustands der Tideelbe beizutragen, die natürliche Vielfalt zu bewahren und die einzigartigen Lebensräume der Flusslandschaft zu stärken. Dazu gestaltet sie Ufer und Vorländer naturnäher, wertet die Elbe und ihre Nebengewässer in ihrer ökologischen Struktur auf und fördert die Entwicklung eines natürlicheren Tidegeschehens.
Um diese Ziele zu erreichen, führt die Stiftung Lebensraum Elbe sowohl eigene Maßnahmen als auch Maßnahmen Dritter durch, fördert Maßnahmen Dritter und betreibt Bildungs-, Informations- und Öffentlichkeitsarbeit.

## Maßnahmen
Die Stiftung Lebensraum Elbe setzt Projekte in Hamburg, Niedersachsen und Schleswig-Holstein um. Beispiele dafür sind:

### Entwicklung von Tidelebensräume am Wrauster Bogen (Hamburg)
Zwischen 2014 und 2020 wertete die Stiftung den Vordeichbereich am Wrauster Bogen in den Vier- und Marschlanden schrittweise auf. Ein vorhandener, verschlickter Priel wurde reaktiviert und dabei eine Fischfalle entfernt. Ein weiterer neuer Priel wurde als Standort für den Schierlings-Wasserfenchel (Oenanthe conioides) geschaffen. Hier kann die vom Aussterben bedrohte Art in den Sommermonaten, wenn sie blüht, auch besichtigt werden. Außerdem senkte sie das Uferdeckwerk am Elbufer ab, um den dortigen Auwald besser mit der Tideelbe zu verbinden.

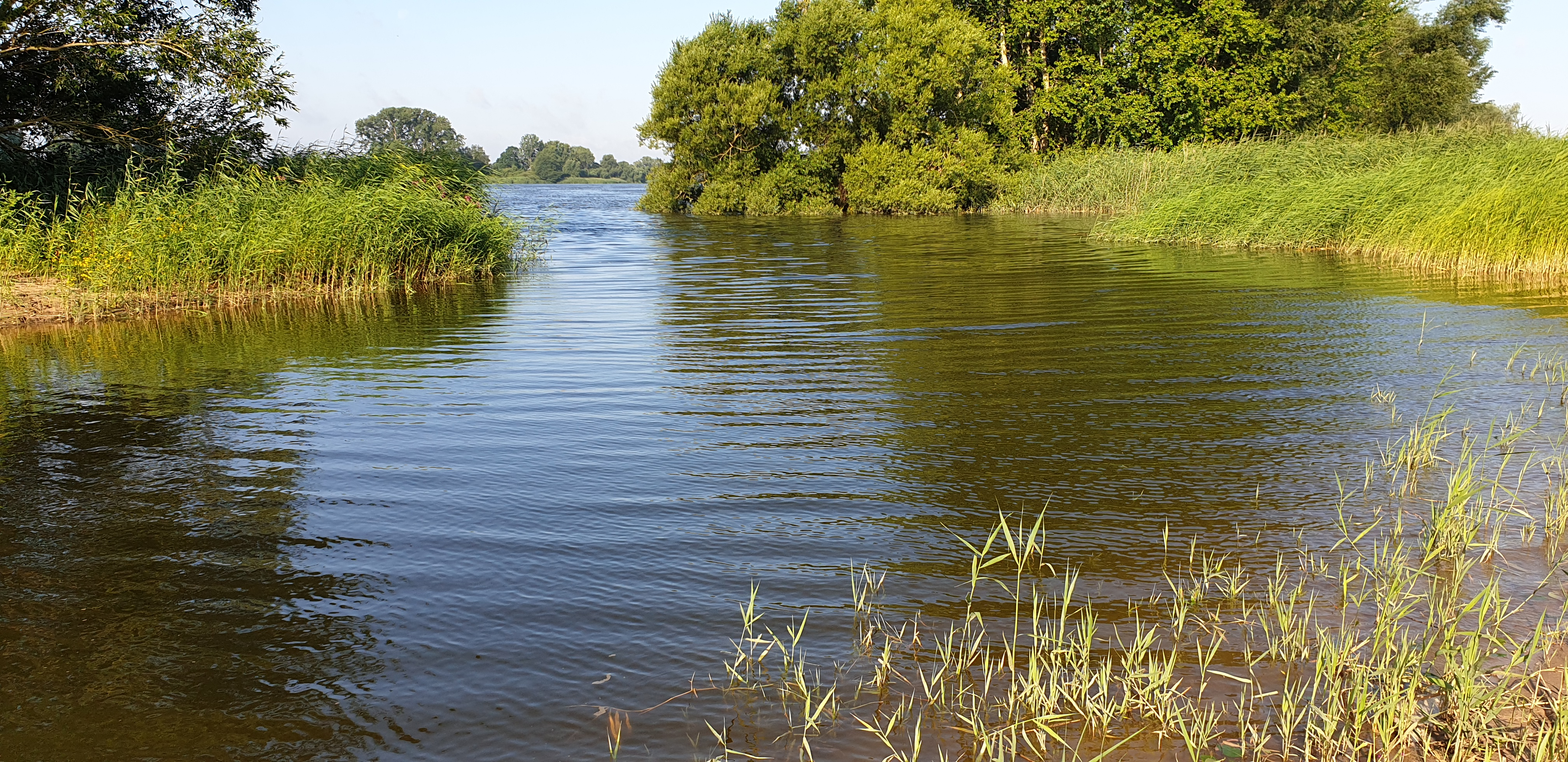
Der neue Priel im Deichvorland am Wrauster Bogen

### Schwung für die Luhe (Niedersachsen)
In den Jahren 2019/20 renaturierte die Stiftung die Luhe im Stadtgebiet von Winsen.
Dabei gestaltete sie die tidebeeinflusste Luhe auf einer Länge von 770 Metern naturnäher, schloss eine frühere Mäanderschleife wieder an die Luhe an und legte einen neuen, mäandrierenden Flussabschnitt an. Darüber hinaus wurden Kleingewässer angelegt und tidebeeinflusste Auenlebensräume wie Priele und Wattflächen entwickelt.
Die Maßnahmen verbesserten die Lebensbedingungen für die Arten im Fließgewässer (z. B. Meerforelle, Steinbeißer, Fischotter), förderten die Ufervegetation und schufen neue Lebensräume für Amphibien, Libellen und Vögel. Darüber wurde der stadtnahe Erholungsraum an der Luhe sichtbar aufgewertet.
Die Maßnahme wurde mit dem zweiten Preis des niedersächsischen Gewässerwettbewerbs Bach im Fluss 2024 geehrt.

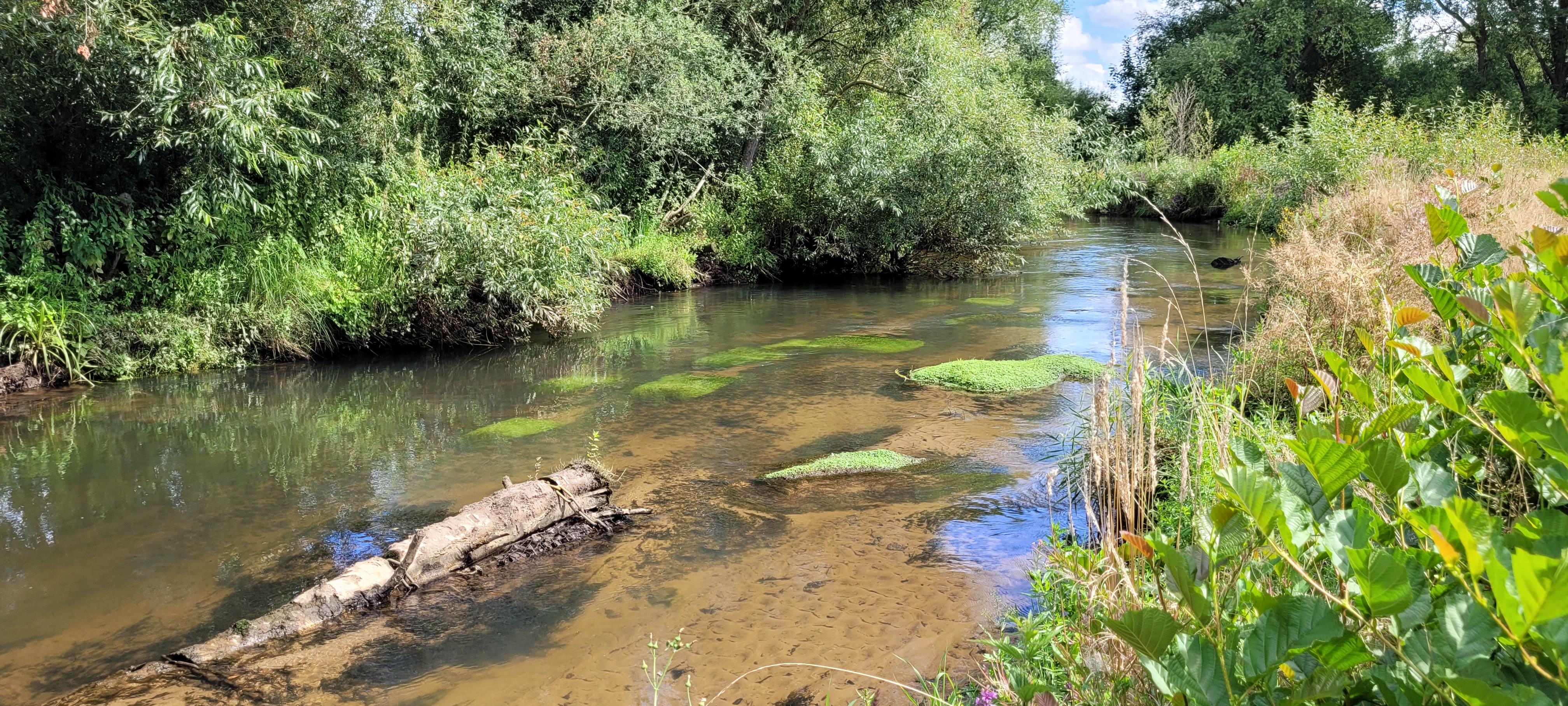
Strukturen für Fische und Kleinstlebewesen in der Luhe

### Ein Mosaik für Tiere und Pflanzen (Schleswig-Holstein)

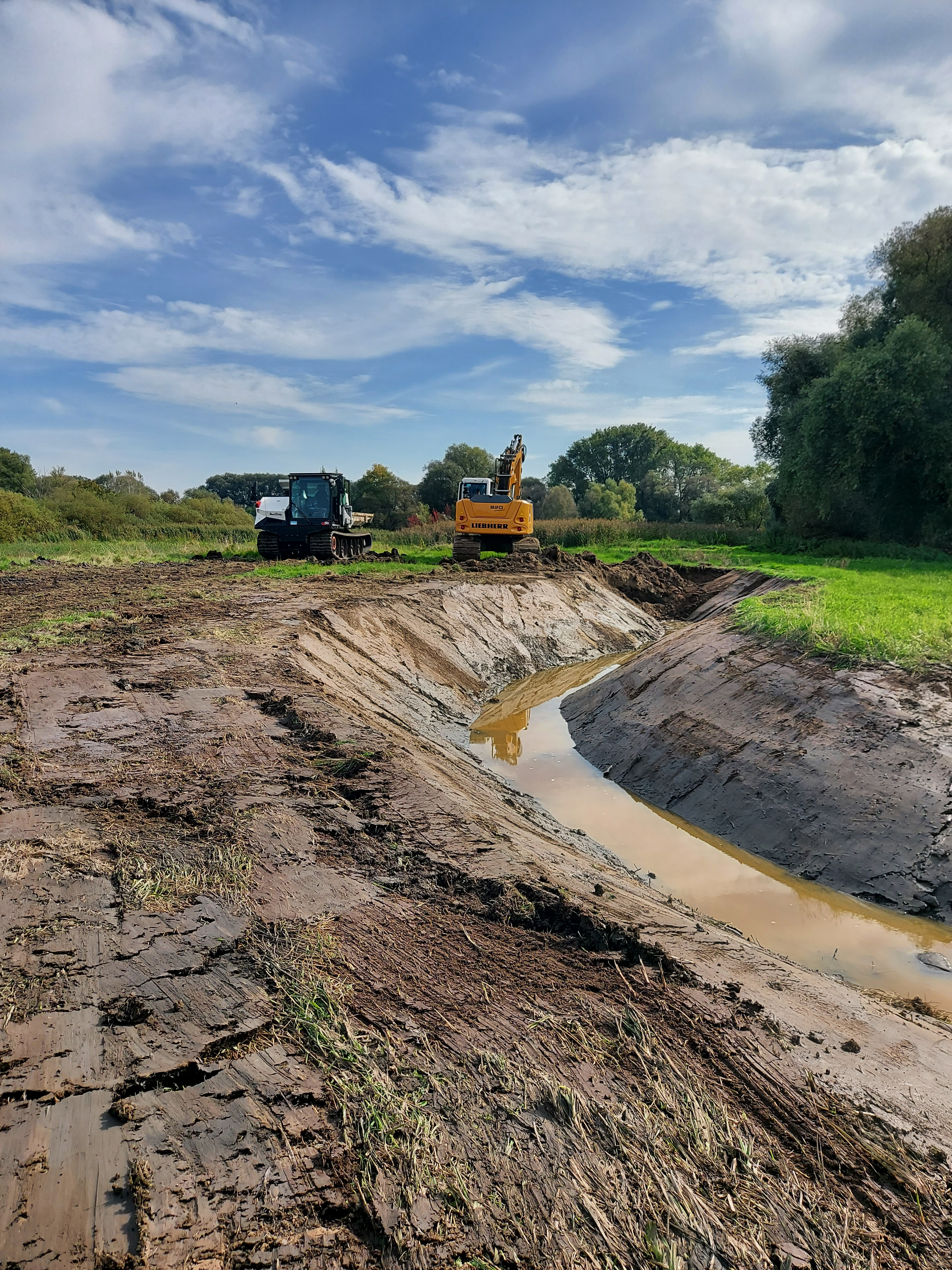
Bau eines Priels an der Wedeler Au im September 2024

An der Wedeler Au schuf die Stiftung 2024 Tide- und Auenbiotope. Auf einer Fläche von insgesamt rd. 5 ha legte sie Priele und Tümpel an, flachte Ufer ab und pflanzte Weiden. Hierdurch vergrößerte sie den Tideeinfluss in der Marsch und entwickelte Lebensräume für Röhrichtbrüter, Fische, Amphibien, Libellen und andere Insekten.

### Hamburg, deine Flussnatur (Hamburg)
Mit dem Naturschutzgroßprojekt „Hamburg, deine Flussnatur“ will die Stiftung den Biotopverbund quer durch die Hamburger City stärken. Dazu möchte sie etliche Hamburger Gewässer ökologisch aufwerten. Die zehnjährigen Umsetzungsphase soll nach Abschluss der dreijährigen Konzeptionsphase 2025 beginnen.
Das Projekt wird vom Bundesamt für Naturschutz mit Mitteln des Bundesministeriums für Umwelt, Naturschutz, nukleare Sicherheit und Verbraucherschutz sowie von sowie von der Freien und Hansestadt Hamburg gefördert.
Weitere Maßnahmen der Stiftung dienen ökologischen Aufwertung des Priels „Schlinz“ in den Altengammer Elbwiesen, der Schaffung von Feucht- und Tidelebensräumen auf der Elbinsel Pagensand, der Renaturierung der Elbinsel Neßsand, der Uferrenaturierung entlang der Elbe, der Schaffung von Schierlings-Wasserfenchel-Standorten, der Entwicklung von Tidelebensräumen bei Obergeorgswerder, in Kirchwerder und auf der Bunthäuser Spitze sowie der Verbesserung der hydromorphologischen Situation in ausgewählten Buhnenfeldern.